# Bytesrelation
Bytesrelation, eller bytesförhållande, betecknar likheterna mellan ett lands import- och exportpriser. Kvoten mellan exportpris- och importprisindex är ett vanligt mått att mäta bytesrelationen på. När kvoten ökar förbättras bytesrelationerna och när bytesrelationen försämras minskar kvoten.